# دیوید پیلبیم
دیوید پیلبیم (به انگلیسی: David Pilbeam) استاد هنری فورد II علوم اجتماعی در دانشگاه هاروارد و موزه‌دار دیرین‌مردم‌شناسی موزه باستان‌شناسی و مردم‌شناسی پی‌بادی است. 
او عضو آکادمی ملی علوم آمریکا است. وی پی‌اچ‌دی خود را از دانشگاه ییل دریافت کرده‌است.
در اواخر ۱۹۷۰، او از کاشفان سنگواره تقریبا کامل از جمجمه یک نخستی اولیه در فلات پوتهوار پاکستان بود. این گونه سیواپیتکوس ایندیکوس نام گرفت، که یک کپی بزرگ در اواخر میوسین بوده‌است. پیلبیم در رابطه با این کشف مقاله‌های علمی بسیاری منتشر کرده‌است.
پیلبیم خود را «علاقمند به موضوعات گسترده در زمینه تکامل انسان و نخستی‌ها» می‌داند. از جمله فعالیت‌های اخیر او، همکاری با مایکل برونت برای تشریح و مطالعه انسان‌تبار جدید از چاد به نام  ساحل‌مردم چادی است.